# Sportjugend Niedersachsen
Die Sportjugend (sj) Niedersachsen e. V. ist die Jugendorganisation des Landessportbundes Niedersachsen. Sie vertritt die Interessen von Kindern und Jugendlichen in Sportvereinen gegenüber Politik, Öffentlichkeit und innerhalb des Landessportbundes Niedersachsen. Sie engagiert sich in den Themenfeldern Jugendarbeit, Jugendbildung, Jugendpolitik sowie Schule, Kita & Verein.
Die Sportjugend Niedersachsen ist anerkannter Träger der freien Jugendhilfe in Niedersachsen. Sie fördert die sportliche, allgemeine und außerschulische Jugendarbeit, erprobt neue Angebote der Jugendarbeit im und durch Sport, führt internationale Jugendbegegnungen durch, betreibt Ferienlager und Einrichtungen der Jugendbildung, koordiniert und fördert die Anliegen der Jugendvertretungen der Sportbünde und Landesfachverbände, bietet (Weiter-)Bildung an und bildet und gestaltet Netzwerke mit  Partnern, die ebenfalls zum Wohle von Kindern und Jugendlichen arbeiten.
Die sj-Geschäftsstelle befindet sich im Sportpark Hannover im Verwaltungsgebäude des Landessportbundes Niedersachsen.